# Keith B. Alexander

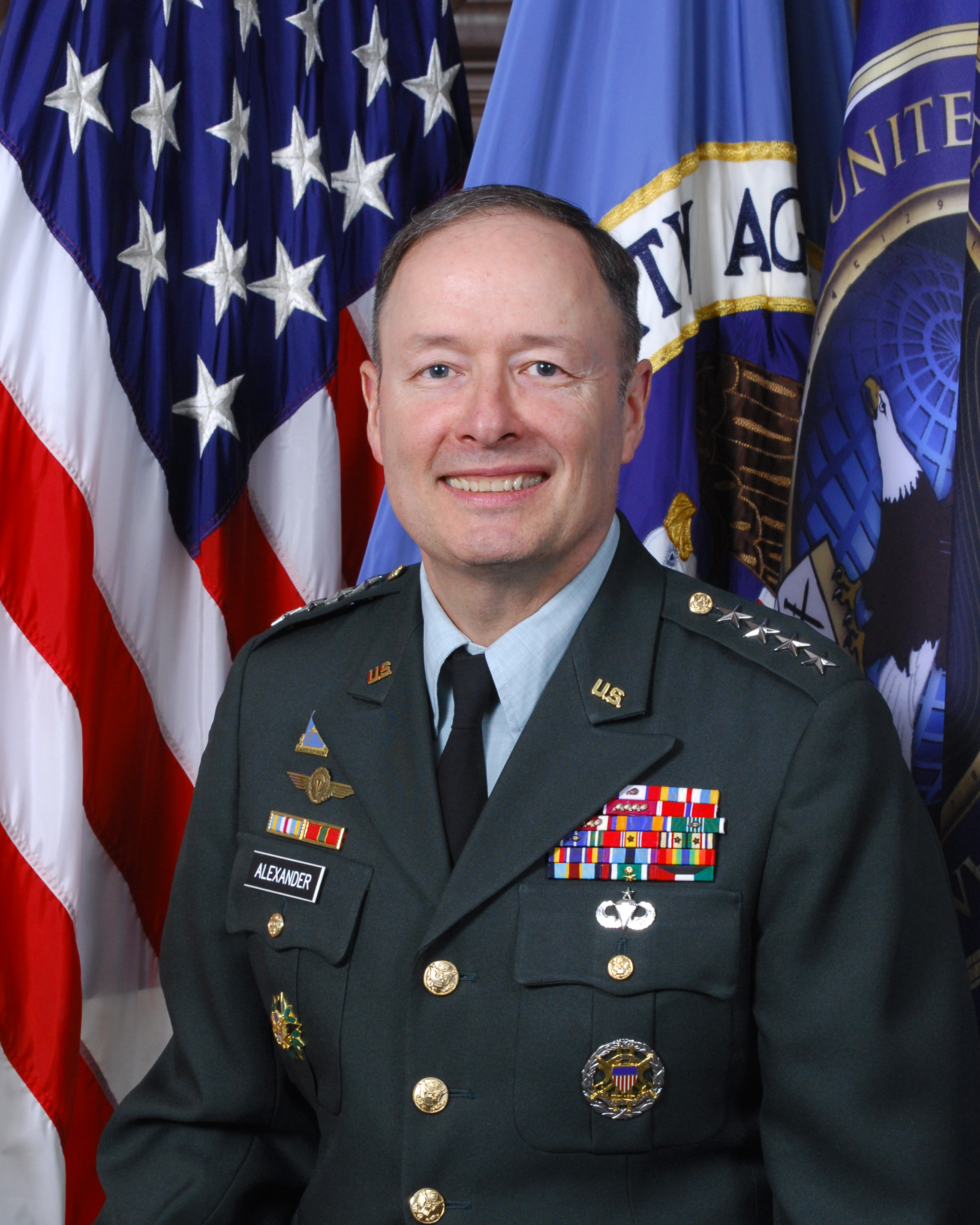
General Keith Alexander (2010)

Keith Brian Alexander (* 2. Dezember 1951 in Syracuse, New York) ist ein ehemaliger General der United States Army (USA). Er war vom 1. August 2005 bis zum 28. März 2014 Direktor der National Security Agency (DIRNSA) und leitete mit dem United States Cyber Command (USCYBERCOM) darüber hinaus seit April 2010 in Personalunion auch ein Funktionalkommando des United States Strategic Command (USSTRATCOM).
Mediale Bekanntheit erlangte Alexander im Juni 2013 im Zuge der Berichterstattung um die von der NSA unter seiner Leitung initiierten Überwachungsprogramme PRISM und XKeyscore, deren Existenz der Whistleblower Edward Snowden kurz zuvor in der britischen Tageszeitung “The Guardian” öffentlich gemacht hatte.
Seit 2020 ist er im Vorstand von Amazon aktiv.

## Ausbildung und Karriere
Nach Besuch der Highschool in Onondaga Hill, einem Vorort seiner Geburtsstadt Syracuse, studierte Alexander ab 1970 an der United States Military Academy in West Point, New York, die er 1974 mit einem Bachelor of Science abschloss – ursprünglich mit der Intention, das Militär anschließend wieder zu verlassen.
Zusätzlich zu seinem Bachelor-Abschluss in West Point umfasst Alexanders Ausbildung Master-Abschlüsse in Business Administration von der Boston University (1978), in Systems Technology (Electronic Warfare) und Physics von der Naval Postgraduate School (1983) und in National Security Strategy von der National Defense University; außerdem vor allem nachrichtendienstliche Lehrgänge und Fortbildungen am Command and General Staff College und dem National War College.
Alexander diente in unterschiedlichen, meist nachrichtendienstlichen Verwendungen, unter anderem als Commander of Border Field Office, 511. MI-Bataillon, 66. MI-Gruppe; 336. Army Security Agency Company, 525th MI-Gruppe, 204. MI-Bataillon und 525. Military Intelligence Brigade. Von 1997 bis '98 war er stellvertretender Director for Intelligence, J-2, im Vereinigten Generalstab.
Als Nachrichtenoffizier der 1st Armored Division in Saudi-Arabien nahm er im Zweiten Golfkrieg an den Operationen Desert Shield und Desert Storm teil.

## Dienst im Generalsrang
Als Brigadegeneral fungierte Alexander zunächst als Director for Intelligence, J-2, des U.S. Central Command, MacDill Air Force Base, Florida, bevor er im November 2000 als Kommandierender General des U.S. Army Intelligence and Security Command nach Fort Belvoir, Virginia, versetzt wurde; in dieser Dienststellung wurde er im Juni 2001 zum Generalmajor befördert.

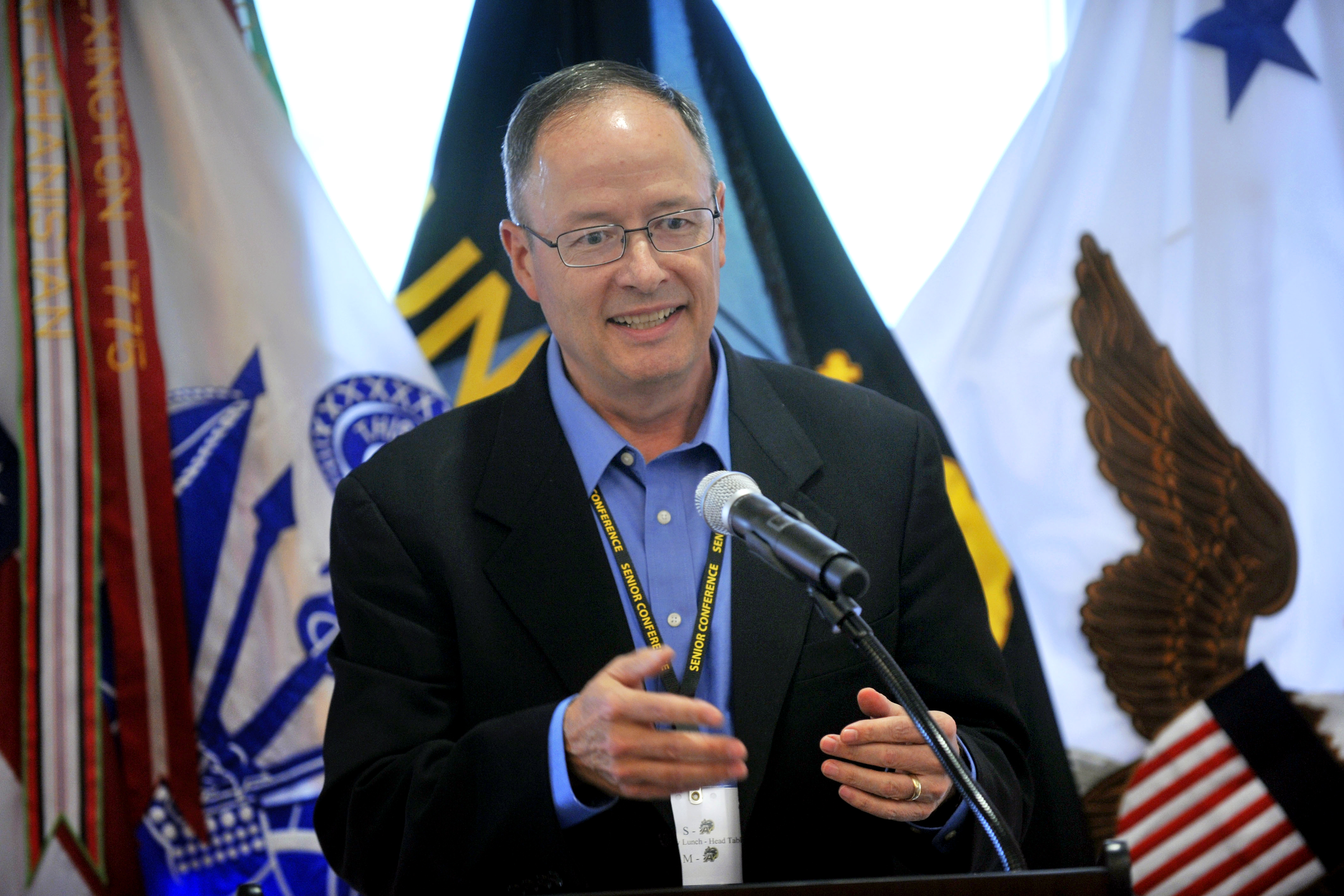
Alexander während eines Vortrags an der Militärakademie West Point (Juni 2012)

Zwischen Mai 2003 und Juli 2005 diente er im Range eines Generalleutnants als stellvertretender Chief of Staff, G-2, der U.S. Army in Washington, D.C., bevor er am 1. August 2005 auf Vorschlag des damaligen Verteidigungsministers Donald Rumsfeld die Nachfolge von Michael Hayden (USAF) als Direktor der National Security Agency im Fort Meade, Maryland antrat.
Im Oktober 2009 nominierte US-Präsident Barack Obama Alexander zusätzlich für das Kommando über das neu eingerichtete United States Cyber Command. Nach Aktivierung des USCYBERCOM im April 2010 und der Kommandoübernahme Alexanders erfolgte am 21. Mai desselben Jahres schließlich seine Beförderung zum General.
Am 28. März 2014 schied Alexander aus dem aktiven Dienst aus, sein Nachfolger als NSA-Direktor wurde Admiral Michael S. Rogers (USN).

## Überwachungs- und Spionageaffäre
Mit Bekanntwerden der weltweiten Überwachungspraktiken seiner Behörde mittels umfangreicher Spionagesoftware Anfang Juni 2013 geriet Alexander vor allem in vielen Mitgliedsstaaten der EU, aber auch in Lateinamerika und den Vereinigten Staaten zunehmend in die Schlagzeilen. Alexander verteidigte den Einsatz der Spionageprogramme in Vorträgen und mehreren Anhörungen vor dem US-Senat unter anderem mit der „zentralen Rolle“, die sie bei der Terrorabwehr spielten (War on terror).

## Als Unternehmensberater
Nach dem Ausscheiden aus dem Staatsdienst ist Alexander nun als Unternehmensberater zu Informationssicherheit und Cyberwar tätig, das von ihm gegründete Unternehmen heißt IronNet Cybersecurity Inc. Renommierte Kunden des ersten Quartals seiner Tätigkeit (März bis Juni 2014), die er für etwa 600.000 US-Dollar pro Monat verkauft, waren u. a. der Financial Services Roundtable, der die 100 größten Finanzunternehmen der Vereinigten Staaten von Amerika vertritt und The Clearing House. Alexanders Firma teilt sich ein Gebäude mit der Promontory Financial Group und stand in Kontakt zu der Lobbyorganisation Securities Industry and Financial Markets Association. Kernaussage und Absicht seiner Beratung ist die Förderung und Stärkung von Bewusstsein für die Sensibilität digitaler Infrastruktur.
Von Dezember 2018, zwei Monate nach der Ermordung Jamal Kashoggis, bis 2020 war Alexander für das saudische Verteidigungsministerium als Militärberater zum Aufbau des Mohammed bin Salman College of Cyber Security tätig.

## Auszeichnungen
Auswahl der Dekorationen, sortiert in Anlehnung an die Order of Precedence of Military Awards:
- Defense Distinguished Service Medal
- Army Distinguished Service Medal mit Eichenlaub
- Defense Superior Service Medal mit Eichenlaub
- Legion of Merit mit fünffachem Eichenlaub
- Bronze Star
- Meritorious Service Medal mit fünffachem Eichenlaub
- Army Commendation Medal mit Eichenlaub
- National Defense Service Medal mit einem Stern
- Southwest Asia Service Medal mit zwei Sternen
- Humanitarian Service Medal
- Fallschirmspringerabzeichen der Bundeswehr in Bronze

## Beförderungen
| Rang               | Jahr |
| ------------------ | ---- |
| Second Lieutenant  | 1974 |
| First Lieutenant   | n/a  |
| Captain            | n/a  |
| Major              | n/a  |
| Lieutenant Colonel | n/a  |
| Colonel            | n/a  |
| Brigadier General  | n/a  |
| Major General      | 2001 |
| Lieutenant General | 2003 |
| General            | 2010 |

## Privates
Keith Alexander ist das dritte von fünf Kindern von Donald Henry und Charlotte L. Alexander, geb. Colvin. Er ist seit April 1974 mit Deborah Lynn Alexander, geb. Douglas, verheiratet; gemeinsam haben sie vier Töchter.

## Trivia
- Alexander schloss seine Ausbildung in West Point gemeinsam mit zwei weiteren hohen Militärs ab: dem späteren ISAF-Befehlshaber und CIA-Direktor David Petraeus und dem von 2011 bis 2015 amtierenden Vorsitzenden des Vereinigten Generalstabs, Martin Dempsey.[6]
- Keith Alexander ließ auf der NSA-Einrichtung in Fort Belvoir in Fairfax County, Virginia, eine Kommandobrücke nach Vorbild des Raumschiffes Enterprise aus der Science-Fiction-Serie Raumschiff Enterprise – Das nächste Jahrhundert bauen.[20] Alexander zeigte das an sich streng geheime „Information Dominance Centre“ immer wieder Kollegen und V.I.P.s auf einer Tour des Komplexes. Die Kommandobrücke hatte etliche Details, darunter verchromte Konsolen, Computer und ein großes Frontdisplay. Alexander ließ sich Türen einbauen, die wie auf der Enterprise zur Seite hin aufgehen, inklusive des typischen Zisch-Geräusches, ebenso einen Kapitänsstuhl in der Raummitte. Die Star-Trek-Brücke wurde von einem Hollywood-Set-Designer speziell anfertigt.[21]
- Keith Alexander ist als Erfinder eines Verfahrens auf dem Gebiet der Informationssicherheit eingetragen. Es wurde als US-Patent angemeldet und auf die National Security Agency übertragen.[22]